# إكسفيوس
إكسفيوس (بالإنجليزية: Xevious) هي لعبة فيديو صدرت في عام 1982، وهي متوفرة على أجهزة ألعاب آركيد. اللعبة من تطوير نامكو.

## وصلات خارجية
- إكسفيوس على موقع القائمة القاتلة لألعاب الفيديو
- إكسفيوس at the Arcade History database
- إكسفيوس guide في موقع ستراتيجي ويكي
- Hardcore Gaming 101 Xevious series article
- إكسفيوس في موقع World of Spectrum